# 魚仔搶救水塘大作戰
《魚仔 搶救水塘大作戰》是一款发行于PlayStation 2平台的遊戲。故事環繞在一尾小魚「魚仔」的水塘冒險。
在遊戲中需要幫忙各關的靈主解決問題，並且收集基石來交給河童伯。每一關的風格都不同，敵人及生物多樣化。總共有106隻的水中生物圖鑑可以收集牠們。另外還有各種不同釣魚擬餌的收集圖鑑。

## 關卡及靈主一覽
1. 起源池塘（青蛙靈主）
2. 凹凸岩場（水獺靈主）
3. 涓涓清流（山椒魚靈主）
4. 叢林遺蹟（龍魚靈主）
5. 迷宮洞窟（鯰魚靈主）
6. 末日水域（水鳥靈主）
7. 山中洞窟（最終魔王）

## 外部連結
巴哈姆特魚仔搶救水塘大作戰哈拉板